# Іонешть (Димбовіца)
Іонешть, Іонешті (рум. Ionești) — село у повіті Димбовіца в Румунії. Входить до складу комуни Петрешть.
Село розташоване на відстані 70 км на північний захід від Бухареста, 29 км на південний захід від Тирговіште, 123 км на схід від Крайови, 110 км на південь від Брашова.

## Населення
За даними перепису населення 2002 року у селі проживали 1946 осіб. Рідною мовою 1945 осіб (99,9%) назвали румунську.
Національний склад населення села:
| Національність | Кількість осіб | Відсоток |
| -------------- | -------------- | -------- |
| румуни         | 1938           | 99,6%    |
| цигани         | 8              | 0,4%     |